# Impatiens crenulata
Impatiens crenulata är en balsaminväxtart som beskrevs av Joseph Dalton Hooker. Impatiens crenulata ingår i släktet balsaminer, och familjen balsaminväxter. Inga underarter finns listade i Catalogue of Life.